# Brad Park
Douglas Bradford Park (* 6. července 1948 v Torontu, v kanadské provincii Ontario) je bývalý hokejový obránce, který hrál v NHL za týmy New York Rangers, Boston Bruins a Detroit Red Wings. Je členem Hokejové síně slávy. U příležitosti 100. výročí NHL byl v lednu 2017 vybrán jako jeden ze sta nejlepších hráčů historie ligy.

## Hráčská kariéra
Draftován byl týmem New York Rangers v prvním kole draftu 1966. Po dvou letech odehraných na farmě Rangers, Buffalo Bisons v AHL, se v roce 1968 stal členem prvního týmu Rangers.

### New York Rangers
Rychle se stal nejlepším obráncem Rangers a byl srovnáván s velkolepým Bobbym Orrem, protože oba byli známi především jako revolučně ofenzivní obránci. Jeho ofenzivní dovednosti, kontrola puku a bojovnost byly středem zájmu mnoha fanoušků. S Orrem se občas bil při bitce, takže mezi nimi vznikla přirozená rivalita. Park později prohlásil, že mu nevadí, že ho mnoho lidí označovalo jako číslo dvě za Orrem, protože Orr byl superhvězda a možná jeden z nejlepších hokejistů v historii.
I přesto, že v roce 1972 Rangers ztratili kvůli zranění Jeana Ratella, dovedl je až do finále Stanley Cupu, kde prohráli s Boston Bruins. V souboji o Norris Trophy pro nejlepšího obránce ligy skončil druhý. Poté, co nově začínající WHA začala lákat hráče z NHL, Rangers si jej pojistili velkou částkou peněz a na chvíli z něj udělali nejlépe placeného hráče ligy.
Na Summit Series v roce 1972 Orr nemohl jet kvůli zranění a tak se stal vůdčím obráncem kanadské reprezentace. Ten byl nakonec vyhlášen nejužitečnějším hráčem rozhodujícího osmého zápasu proti SSSR a nejlepším obráncem turnaje.
V sezoně 1975-76 se Rangers nepovedlo vstoupit do sezony optimálně a začali se zbavovat přeplacených veteránů. 7. listopadu 1975 byl uskutečněn jeden z největších obchodů této éry. Z Rangers putovali Park, Jean Ratelle a Joe Zanussi za Phila Esposita a Carola Vadnaise.

### Boston Bruins
Esposito i Vadnais byli pro Rangers užitečnými, přesto se ale týmu z New York City nepodařilo odlepit se od dna ligy. Bruins se i přes odchody Orra a právě Esposita stali brzy opět jedním z nejlepších týmů NHL.
Převzal vedení v týmu Bruins od legendárního Orra, který opustil tým a brzy ukončil kariéru kvůli potížím s koleny. Zatím pokračoval ve své úžasné kariéře pod legendárním koučem Donem Cherrym. Byl sice ofenzivní obránce, který rád forecheckoval, Cherry ho ale nabádal k většímu soustředění na obranu. Přestože byl Park v Bostonu kvůli jeho předchozí kariéře u rivalů Rangers neoblíben, brzy si fanoušky získal.
Mezi lety 1977 a 1979 Bruins pod koučem Cherrym třikrát vyhráli divizi a on sám byl dvakrát nominován do prvního výběru hvězd NHL a dvakrát byl nominován na Norris Trophy. Sezona 1977-78 je považována za nejlepší v jeho kariéře. V letech 1977 a 1978 se Bruins pokaždé dostali do finále Stanley Cupu, v obou případech prohráli s Montreal Canadiens.

### Detroit Red Wings
V roce 1983 jako volný hráč odešel do Detroit Red Wings kde hned vyhrál Bill Masterton Trophy za svou vytrvalost a stanovil rekord v počtu asistencí pro obránce Red Wings. Po sezoně 1984-85 ukončil kvůli sérii zraněních kolene kariéru a v další sezóně byl krátce koučem Red Wings.

### Důchod
V roce 1988 byl uveden do Hokejové síně slávy.
Žije už 30 let na Severním pobřeží Massachusetts se svou manželkou Gerry. Mají spolu pět dětí a čtyři vonoučata.

## Ocenění a rekordy
- V letech 1970, 1972, 1974, 1976 a 1978 byl nominován do prvního výběru hvězd NHL.
- V letech 1971 a 1973 byl nominován do druhého výběru hvězd NHL.
- V letech 1970, 1971, 1972, 1974, 1976 a 1978 byl nominován na Norris Trophy pro nejlepšího obránce NHL.
- Mezi lety 1970 a 1978 hrál pokaždé v Utkání hvězd NHL.
- Když ukončil kariéru vedl historické bodování obránců New York Rangers a byl druhý v Boston Bruins za Bobbym Orrem.
- Po ukončení kariéry držel rekord pro nejvíce sezón v kariéře bez jediného zmeškaného play-off.
- Momentálně je třináctý v historickém bodování obránců NHL.
- Byl uveden do Hokejové síně slávy v roce 1988.
- V roce 1998 byl číslem 49 v žebříčku 100 nejvýznamnějších hráčů hokejové historie vyhlášeným týdeníkem The Hockey News.
- V roce 2009 byl číslem 11 v žebříčku 100 nejvýznamnějších hráčů New York Rangers.

## Klubové statistiky
| Sezona   | Klub              | Soutěž | Základní část | Základní část | Základní část | Základní část | Základní část | Play off | Play off | Play off | Play off | Play off |
| Sezona   | Klub              | Soutěž | Z             | G             | A             | B             | TM            | Z        | G        | A        | B        | TM       |
| -------- | ----------------- | ------ | ------------- | ------------- | ------------- | ------------- | ------------- | -------- | -------- | -------- | -------- | -------- |
| 1968–69  | New York Rangers  | NHL    | 54            | 3             | 23            | 26            | 70            | 4        | 0        | 2        | 2        | 7        |
| 1969–70  | New York Rangers  | NHL    | 60            | 11            | 26            | 37            | 98            | 5        | 1        | 2        | 3        | 11       |
| 1970–71  | New York Rangers  | NHL    | 68            | 7             | 37            | 44            | 114           | 13       | 0        | 4        | 4        | 42       |
| 1971–72  | New York Rangers  | NHL    | 75            | 24            | 49            | 73            | 130           | 16       | 4        | 7        | 11       | 21       |
| 1972–73  | New York Rangers  | NHL    | 52            | 10            | 43            | 53            | 51            | 10       | 2        | 5        | 7        | 8        |
| 1973–74  | New York Rangers  | NHL    | 78            | 25            | 57            | 82            | 148           | 13       | 4        | 8        | 12       | 38       |
| 1974–75  | New York Rangers  | NHL    | 65            | 13            | 44            | 57            | 104           | 3        | 1        | 4        | 5        | 2        |
| 1975–76  | New York Rangers  | NHL    | 13            | 2             | 4             | 6             | 23            | —        | —        | —        | —        | —        |
| 1975–76  | Boston Bruins     | NHL    | 43            | 16            | 37            | 53            | 95            | 11       | 3        | 8        | 11       | 14       |
| 1976–77  | Boston Bruins     | NHL    | 77            | 12            | 55            | 67            | 67            | 14       | 2        | 10       | 12       | 4        |
| 1977–78  | Boston Bruins     | NHL    | 80            | 22            | 57            | 79            | 79            | 15       | 9        | 11       | 20       | 14       |
| 1978–79  | Boston Bruins     | NHL    | 40            | 7             | 32            | 39            | 10            | 11       | 1        | 4        | 5        | 8        |
| 1979–80  | Boston Bruins     | NHL    | 32            | 5             | 16            | 21            | 27            | 10       | 3        | 6        | 9        | 4        |
| 1980–81  | Boston Bruins     | NHL    | 78            | 14            | 52            | 66            | 111           | 3        | 1        | 3        | 4        | 11       |
| 1981–82  | Boston Bruins     | NHL    | 75            | 14            | 42            | 56            | 82            | 11       | 1        | 4        | 5        | 4        |
| 1982–83  | Boston Bruins     | NHL    | 76            | 10            | 26            | 36            | 82            | 16       | 3        | 9        | 12       | 18       |
| 1983–84  | Detroit Red Wings | NHL    | 80            | 5             | 53            | 58            | 85            | 3        | 0        | 3        | 3        | 0        |
| 1984–85  | Detroit Red Wings | NHL    | 67            | 13            | 30            | 43            | 53            | 3        | 0        | 0        | 0        | 11       |
| 18 sezón | Celkem v NHL      |        | 1113          | 213           | 683           | 896           | 1429          | 161      | 35       | 90       | 125      | 217      |